# Gisement de gaz naturel de Saint-Marcet
Le gisement de gaz naturel de Saint-Marcet est le premier gisement de gaz naturel découvert en France, en 1939. Il se situe dans les reliefs des Petites Pyrénées, dans le Comminges, dans les communes autour de Saint-Marcet, Haute-Garonne.

## Géologie
L’avant-pays plissé pyrénéen ou zone sous-pyrénéenne au Sud, formé notamment du sous-bassin d’Adour-Arzacq, de Tarbes et du Comminges, est une région mixte à gaz et pétrole,.

## Histoire
Léon Bertrand et Louis Barrabé, géologues spécialistes du piémont pyrénéen, ont l'intuition dans les années 1920 que la structure géologique en anticlinal entre Saint-Marcet et Saint-Martory pourrait abriter un gisement d'hydrocarbures.
En 1939, l'Office national des Combustibles liquides ordonne la réalisation d'un forage pour la recherche de pétrole dans le Comminges. Le site de Latoue est choisi pour le premier forage, sous la supervision géologique de Barrabé. Les opérations débouchent sur la découverte du gisement de gaz naturel de Saint-Marcet, le premier en France, le 14 juillet 1939.
L'exploitation de l'important gisement de gaz naturel de Saint-Marcet est confiée à la Régie autonome des pétroles (RAP) créée à cette occasion. 
La période de la Seconde Guerre mondiale est agitée sur le site.
En 2009, ce gisement est considéré comme épuisé et l'exploitation prend fin.
Le gisement aura produit sept milliards de m3 de gaz et 610 000 tonnes de pétrole.

### Incident
Le puits n⁰ SM4 s'embrase le 15 juin 1941 pendant 45 jours.

## Exploitation
Un réseau de pipe-lines amène la production à l'usine de dégazolinage de Boussens, construite en 1948 et mise en service en 1949, et à un atelier de conditionnement de butane et de propane.

## Retombées
La découverte du gaz à Saint-Marcet entraîne, en plus de l'unité de dégazolinage, l'installation à Boussens des bureaux de recherche d'Elf-Aquitaine dont le personnel ne cesse de s'accroître comptant jusqu'à 976 salariés en 1983, dont 192 ingénieurs et cadres, mais aussi l'usine chimique Sidobre-Sinnova et la cimenterie Lafarge. 
Elf-Aquitaine quitte le site en 1996 après différentes évolutions, notamment pour la formation de ses cadres.